# Gratianus (kánonjogász)
Gratianus (1075/1080 körül – 1145/1147. augusztus 10.) középkori itáliai jogász, akinek a Decretum Gratiani című kánonjogi gyűjtemény megszerkesztését tulajdonítják (1140 körül).

## Élete és munkássága
Életéről csak feltevéseink vannak: valószínűleg az Orvieto melletti Carrariában született, majd a bolognai Szent Félix és Nabor kamaldouli kolostorában élt, talán szerzetesként. Bolognában az egyetemen a gyakorlati teológia tanára volt és 1138 után készíthette el művét, a Decretum Gratianit. 1143-ban egy velencei perben mint jogi szakértő lépett fel. 1158-ban már Petrus Lombardus Sententiae című művében idéz a Decretumból, ami jelzi gyors elterjedését. Valószínűleg nem Gratianus írta az egész művet, mert már a középkori források (Summa Parisiensis) is megjegyzik, hogy a bolognai mesterek kiegészítették a gyűjteményt. Felmerült az is, hogy két szövegváltozat létezhetett: egy eredeti, mely viszonylag kevés római jogi elemet tartalmazott – az 1130-ban, 1131-ben illetve az 1135-ben és 1139-ben tartott zsinatok ugyanis megtiltották a szerzetesek számára a római jog művelését. A római joggal szembeni averziók csökkenésével azután aktualizálták a szöveget az 1150-es években. Ez utóbbit talán már nem Gratianus hajtotta végre.
A XII. század a középkori Európában a kulturális felvirágzás időszaka volt. Egyfajta reneszánsz bontakozott ki, melyet olyan művek fémjeleznek, mint Accursius Glossa Ordinariája, melyben igyekezett összefoglalni és magyarázni az akkor ismert római jogi szabályokat, illetve Pierre Abélard Sic et non-ja, melyben az egymásnak ellentmondó bibliai szöveghelyeket próbálta összeegyeztetni a szerző. Gratianust is ebben a szellemi környezetben kell elhelyeznünk.
Gratianus művének hosszabb neve a Concorantia discordantium canonum, tükrözi a mű fő célkitűzését azaz az egymással ellentétben álló, hatályos egyházjogi szabályok, kánonok összhangba hozatalát. Gratianus a kánonokat a bolognai római jogi iskola tanítása nyomán maga is glosszákkal látta el. A Decretum Gratiani nyomán a kánonjog kivált a skolasztikus teológiából és önálló tudománnyá vált.
Gratianus követői, a dekretisták vagy kánonisták folytatták Gratianus munkáját és a hatályos egyházjogot hozzákapcsolták a Decretumhoz, így létrehozva idővel a Kánonjogi törvénygyűjteményt, a Corpus Juris Canonicit. A Corpus Juris részei lettek:
1. Decretum Gratiani
2. Liber extra Decretum vagy Libri decretalium Gregorii IX (1230–1234 között, IX. Gergely pápa 5 könyve)
3. Liber sextus decretalium (IX. Gergely pápa 5 könyvének 1298-ban VIII. Bonifác pápa által írt kiegészítése)
4. Constitutiones Clementiae (V. Kelemen készítette és XXII. János léptette életbe 1317-ben)
5. Extravagantes (azon pápai rendelkezések, melyeket nem vettek fel az előbbi gyűjteményekbe, de melyeket Jean Chappuis francia jogtudós a Corpus jurishoz csatolt. Két része van: a) Extravagantes Joannis XXII és az b) Extravagantes communes)

## Értékelése
Dante Alighieri A Paradicsom X. énekében emlékezik meg Gratianusról: „Gratian mosolyából lüktetett fel e másik fény, ki két fórum nevébe' azt tette, amit Éden kegye kedvel” (103–105. sor) De már maga Dante is megjegyzi, hogy „nem Szentírást, Szentatyákat olvas manapság senki: csak a Decretálét bújják, hogy már szamárfülekkel ordas” (Paradicsom, IX. ének, 133–135. sorok)
Nyilván ez a jelenség is hozzájárulhatott ahhoz, hogy Luther Márton elégette a Decretum Gratianit.
Fukuyama szerint a nyugat-európai fejlődés különlegességét, Nyugat-Európa hosszú időn át betöltött vezető szerepét az magyarázza, hogy itt meg tudott szilárdulni a joguralom, aminek megteremtésében kiemelkedő szerepe volt Gratianusnak: „Egyedül Nyugat-Európában került sor azonban az írott szövegek, rendeletek, értelmezések és kommentárok rendszerezésére annak érdekében, hogy a kusza zűrzavarból konzisztens és logikus rendszert teremtsenek. A Codex Iustinianusnak vagy Gratianus Decretumainak a muszlim, hindu vagy keleti ortodox hagyományban nem létezett megfelelője” (Fukuyama, 385. old.)

## Részlet a művéből
„Néhány elvetemült, ördögtől megrontott asszony, démoni illúziók és képzelődések csábítására azt hiszi és hirdeti, hogy az éjjeli órákban bizonyos állatokon kilovagolnak Dianával, a pogányok istennőjével, és az asszonyok megszámlálhatatlan sokaságával. Az éjszakai csöndben hatalmas földi távolságot tesznek így meg, engedelmeskedve úrnőjük parancsának, szolgálatára állva, amikor csak szólítja őket. […] A papok hirdessék ki minden szószékről, hogy ez teljességgel hamis szóbeszéd, s az efféle képzelgéseket nem isteni, hanem gonosz szellemek ültetik az emberek fejébe.” (dr. Németh György – Borhegyi Péter: Történelem 9. kísérleti tankönyv. OFI, Budapest, 2014. 182. old.)

## Magyar vonatkozások
Gratianus műve a középkori Magyarországon is ismert volt: a pozsonyi prépostság 1425-ös könyvjegyzéke szerint a könyvtárban megvolt a Decretum. A Tripartitum pedig mind nyelvhasználatában (az elbirtoklás hagyományos római jogi megnevezése, az usucapio helyett a Decretum által bevezetett praescriptio), mind egyes szöveghelyeiben (elsősorban a Prológusában) alapul veszi a Decretumot.

## Külső hivatkozások
- Az egyházi törvénykönyv: http://www.karizmatikus.hu/images/stories/docs/Egyhazi_Torvenykonyv.pdf